# Вулиця Свидницького
Людина, на честь якої названі ці об’єкти: Свидницький Анатолій Патрикійович
Ву́лиця Свидницького — назва вулиць у населених пунктах України:
- Вулиця Свидницького — вулиця у Вінниці.
- Вулиця Свидницького — вулиця у Львові.
- Вулиця Свидницького — вулиця у Миргороді.
- Вулиця Свидницького — вулиця у Тульчині.